# Kankan (репер)
Кіандріан Квінзель Джонс (англ. Keandrian Qynzel Jones, нар. 22 вересня 2000 року, Даллас, Техас, Сполучені Штати Америки), більш відомий як Kankan — американський репер.

## Біографія
Джонс народився 22 вересня 2000 року в Далласі, штат Техас. Виріс, слухаючи таких виконавців, як Speaker Knockerz. Початково не планував ставати репером. В одному з інтерв'ю Джонс сказав, що почав читати реп спочатку «жартома». Зрозумівши, наскільки цікаво створювати музику, Канкан вирішив повністю зануритися в неї.

## Кар'єра
Спершу займався продюсуванням, створенням бітів. Співпрацював з багатьма відомими реперами, зокрема Lil Pump та Famous Dex з їхнім треком Talkin Shit, Smokepurpp та Xavier Wulf з їхнім треком Fuck a Swisher, та іншими. Ставши відомим продюсером в андерграунді, він перейшов до створення власної музики. З 2021 року випустив низку успішних релізів, як-от Wokeup, Goin' To Hell та спільний з Yeat — Fuk Tha Clout.

## Дискографія

### Студійні альбоми
- 2021 — Rr
- 2022 — Way2Geeked

### Мініальбоми
- 2018 — ##Radiant## (з SSGKobe[en])
- 2019 — #In#My#Glo
- 2019 — Radiant 2 (з SSGKobe[en])
- 2019 — Packrunner EP
- 2019 — Live Slay Die Slay
- 2019 — BenjiKan
- 2020 — #B4K2
- 2020 — Oxy
- 2020 — Kan Gianni
- 2020 — Interstellar EP
- 2020 — #B4K3
- 2020 — KanGianni2
- 2020 — InMyGlo2
- 2020 — Fast Cars N Codeine
- 2020 — #B4K4
- 2020 — Codeine Graveyard
- 2020 — Live Fast Die Slay 2
- 2021 — Oxy & Codeine
- 2021 — ##B4RR
- 2022 — ##B4W2G

### Мікстейпи
- 2019 — Kankan
- 2020 — B4 AMGs & SRTs